# Mari Katayama
Mari Katayama es una modelo que nació en Saitama en 1987 y creció en Gunma, Japón. Pasó su vida en Gunma hasta que fue a estudiar a la Universidad de las Artes de Tokio, donde obtuvo su M.F.A. en 2012.
Nació con Hemimelia tibial, una deficiencia en la que está ausente el hueso más grande de la pierna, por lo que a los 9 años tomó la decisión de que le amputaran ambas piernas: “Decidí que me amputaran la parte inferior de las piernas porque era una elección entre estar atada a una silla de ruedas por el resto de mi vida, o poder caminar pero perder mis piernas. Yo elegí caminar.”
Durante su carrera ha creado numerosas fotografías de autorretratos junto con objetos bordados y prótesis decoradas usando su propio cuerpo como una escultura viviente. Su creencia es que al trazarse a sí misma se conecta con otras personas y su vida cotidiana puede también conectarse con la sociedad y el mundo.

### High Heel Project
En 2011 lideró el "High Heel Project”, en el cual lleva zapatos de tacón personalizados, especialmente hechos para las prótesis, con el fin de actuar en el escenario como cantante, modelo u oradora principal. Al respecto, Katayama comentó:“A medida que avanzo el proyecto para lograr mi objetivo, descubrí a qué se enfrentan los usuarios de prótesis. Los usuarios no tienen la oportunidad de elegir: no solo eligen tacones altos, sino que también eligen usar sandalias, faldas, chaquetas… La gente ni siquiera sabe que PUEDE elegir.” Al crear zapatos para sus pies nuevos se dio cuenta del problema que enfrentan los usuarios de prótesis de pierna.
Mari Katayama describe los tacones altos de la siguiente manera: “Por haber amputado ambas piernas, fácilmente podría cambiar mi altura. Sin embargo, los zapatos de tacón alto de elevación pequeña crea una vista completamente diferente que mis piernas se pueden dar.”
El lema de este proyecto es aprovechar cualquier medio, incluido el arte y el cuerpo discapacitado, para ayudar a expandir la "libertad de elección" de aquellos que lo necesitan desesperadamente.

### Obra
2017 "19872017", Galería Gateaux Festa Harada, Gunma
2017 "En el camino a casa", el Museo de Arte Moderno, Gunma
2016 “Autorretrato y objeto”, Renaiss Hall, Okayama
2016 "Artista en Rokku vol. 3 Mari Katayama / bystander", Miyaura Gallery Rokku, Naoshima (junto con la Trienal de Setouchi 2016)
2016 "Shadow Puppet - 3331 ART FAIR artistas recomendados", 3331 galería, Tokio
2015 "25 días en el estudio tatsumachi", Robson Coffee (Arts Maebashi), Gunma
2014 “eres mía”, Traumaris | Espacio, Tokio
2014 “Exposición individual de Mari Katayama”, Galería Kitchen, París.
2009 “Exposición individual de Mari Katayama”, Galería J, Gunma
2008 “Exposición individual de Mari Katayama”, Slow Time, Gunma

### Premios
2015 【Premio Koichi Watari, Premio Mitsuhiro Yoshitomo, Premio Rina Miyake】en la 3331 Feria de Arte 2015 -Varios coleccionistas 'Premios-'
2012 【Gran Premio 】en “Art Award Tokyo Marunouchi 2012”.
2005 Pr Premio de estímulo en "La 8va Bienal de Gunma para jóvenes artistas '05".

### Entrevistas
https://www.theguardian.com/artanddesign/2017/mar/06/mari-katayama-japanese-artist-disabilities-interview
https://www.accessible-japan.com/fashion-art-and-disability-an-interview-with-mari-katayama/
http://www.fragmentsmag.com/en/2012/06/interview-katayama-mari/

### Sitio oficial
http://shell-kashime.com/